# Maillé Brézé (1931)
Maillé Brézé var en av sex jagare (contre-torpilleurs) av Vauquelin-klass som byggdes för den franska flottan (Marine Nationale) under 1930-talet. Fartyget togs i tjänst 1933 och tillbringade större delen av sin karriär i Medelhavet, ibland som flaggskepp. Under det spanska inbördeskriget 1936-1939 var hon ett av de fartyg som hjälpte till att upprätthålla icke-interventionsavtalet. När Frankrike förklarade krig mot Tyskland i september 1939 tilldelades alla Vauquelin-klass jagare till högsjöstyrkorna (Forces de haute mer (FHM)) som hade till uppgift att eskortera franska konvojer och stödja de andra kommandona efter behov. Maillé Brézé tillbringade följaktligen större delen av de kommande sex månaderna med eskortuppdrag. Hon spelade en mindre roll i den norska kampanjen innan hon gick förlorad i en oavsiktlig explosion i april 1940. De flesta i besättningen överlevde händelsen, men vraket bärgades inte förrän 1954 och skrotades därefter.

## Design och beskrivning

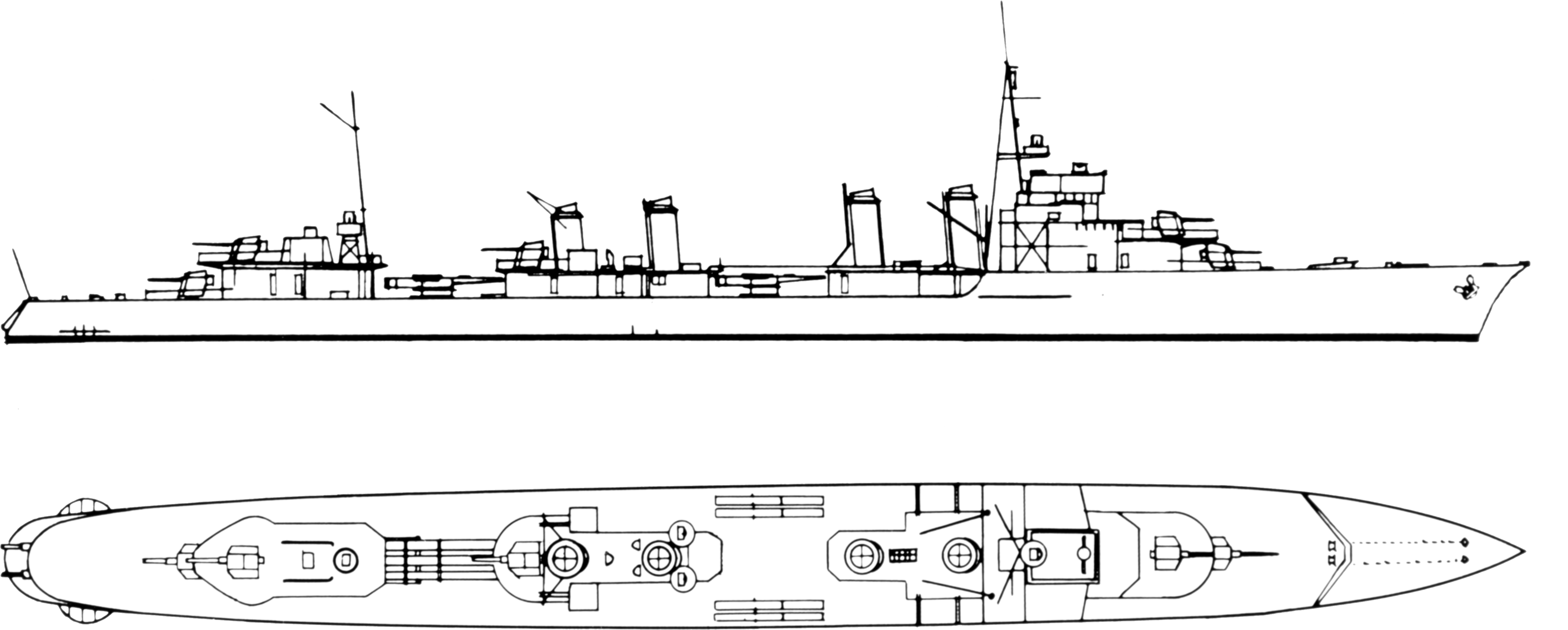
Planritning över en Vauquelin-klass jagare

Fartygen i Vauquelin-klassen konstruerades som förbättrade versioner av de tidigare jagarna i Aigle-klassen. De hade en total längd på 129,3 meter, en bredd på 11,8 meter, och ett djupgående på 4,97 meter. Fartygens deplacement var 2 441 ton vid standardlast och 3 120 ton vid fullast. De drevs av två växlade ångturbiner som var och en drev en propelleraxel med ånga från fyra Du Temple-pannor. Turbinerna var konstruerade för att producera 64.000 hästkrafter (47.000 kW; 63.000 shp), vilket kunde driva fartygen i 36 knop (67 km/h). Under sjötesterna den 5 oktober 1932 gav Maillé Brézés Parsons-turbiner 69 362 PS (51 016 kW; 68 413 shp) och hon nådde 40,3 knop (74,6 km/h) under en timme. Fartygen medförde tillräckligt med bränsle för att ge dem en räckvidd på 3 000 nautiska mil (5 600 km) vid 14 knop (26 km/h). Besättningen bestod av 10 officerare och 201 sjömän i fredstid och 12 officerare och 220 man i krigstid.
Vauquelin-klassens huvudbestyckning bestod av fem 13,9 cm kanoner av modell 1927 i enkla skyddade fästen, ett par för och akter om överbyggnaden och den femte kanonen bakom den aktre skorstenen. Deras luftvärn bestod av fyra 37-millimeters Modèle 1927-kanoner i enkelmontage placerade midskepps och två tvillingmontage för 13,2-millimeters Hotchkiss Modèle 1929-kulsprutor på fördäcket bredvid bryggan. Fartygen hade två tvillingfästen för 55 cm torpedtuber över vattnet, ett par på varje bredsida mellan varje par skorstenar samt ett trippelfäste akter om det bakre paret skorstenar som kunde avfyras åt båda sidor. Ett par sjunkbombsrälsar var inbyggda i aktern; dessa rymde totalt sexton 200-kilos sjunkbomber, med ytterligare åtta i reserv. De var också utrustade med ett par sjunkbombskastare, en på varje sida jämsides med de akterliga skorstenarna, för vilka de hade ett dussin 100 kilogram sjunkbomber. Fartygen kunde utrustas med räls för att släppa 40 Breguet B4 530 kilogram sjöminor.

## Konstruktion och tjänstgöring
Maillé Brézé, döpt efter Jean Armand de Maillé-Brézé, beställdes den 1 februari 1930 från Ateliers et Chantiers de Saint-Nazaire Penhoët som en del av 1929 års flottprogram. Hon kölsträcktes vid deras varv i Saint-Nazaire den 9 oktober 1930, sjösattes den 9 november 1931 och togs i tjänst den 6 april 1933. Hon försenades i flera månader på grund av problem med en av hennes turbiner.
När Vauquelin-klassen togs i tjänst tilldelades de den 5:e och den nybildade 6:e lätta divisionen (Division légère (DL)) som senare ombetecknades till spaningsdivisioner (Division de contre-torpilleurs). Maillé Brézé och hennes systerfartyg Vauquelin och Kersaint tilldelades den 6:e DL i den 2:a lätta eskadern (2e Escadre légère) i den 2:a eskadern (2e Escadre), baserad i Brest. Den 6:e DL överfördes till gruppen av stora jagare (Groupe de contre-torpilleurs (GCT)) i 1:a eskadern (1e Escadre) i Toulon i oktober 1934 och den omnumrerades till den 9:e. Den 27 juni 1935 deltog alla Vauquelin-klass jagare, utom Cassard, i en flottuppvisning som leddes av marinministern (Ministre de la Marine) François Piétri i Baie de Douarnenez efter kombinerade manövrar av 1:a och 2:a eskadern.
Efter det spanska inbördeskrigets utbrott i juli 1936 var Maillé Brézé ett av de fartyg som skulle evakuera franska medborgare från Spanien den 22 juli. Hon förflyttades sedan till den internationella zonen i Tanger i Marocko för att patrullera de övervakningszoner som Frankrike hade tilldelats. Efter den 24 september tilldelades de flesta contre-torpilleurs och jagare i Medelhavet dessa uppgifter i månadsvis rotation som en del av icke-interventionspolitiken. Den 18 januari 1937 attackerades fartyget utan framgång av ett bombplan från det spanska republikanska flygvapnet utanför Kataloniens kust.
Från och med den 1 oktober 1936 tillhörde Maillé Brézé, Kersaint och Cassard 9:e DL medan Vauquelin, Tartu och Chevalier Paul tillhörde 5:e, vilka båda tillhörde Medelhavseskadronen som 1:a eskadronen nu kallades. Den 9:e DL deltog i en flottuppvisning som hölls av marinminister Alphonse Gasnier-Duparc i Brest den 27 maj 1937. Följande år seglade Medelhavseskadern i östra Medelhavet i maj-juni 1938. Maillé Brézé blev flaggskepp för 3:e lätta eskadern, som GCT hade ombetecknats till, den 12 oktober. Medelhavseskadern ombetecknades till Medelhavsflottan (Flotte de la Méditerranée) den 1 juli 1939.

### Andra världskriget
Den 27 augusti, i väntan på krig med Nazityskland, planerade den franska flottan att omorganisera Medelhavsskvadronen till FHM med tre skvadroner. När Frankrike förklarade krig den 3 september beordrades omorganisationen och den 3:e lätta eskadern, som inkluderade den 5:e och 9:e spaningsdivisionen med alla fartyg av Vauquelin-klass, tilldelades den 3:e eskadern som överfördes till Oran, franska Algeriet, den 3 september. Den 9:e spaningsdivisionen med Maillé Brézé, Kersaint och Cassard tilldelades eskortuppgifter fram till april 1940. I mitten av oktober 1939 eskorterade Maillé Brézé och Vauquelin de tunga kryssarna Algérie och Dupleix till Dakar, Franska Västafrika, och eskorterade sedan en konvoj tillbaka hem. Den 22 december mötte Maillé Brézé, Kersaint och de stora jagarna Albatros, Vauban och Bison upp med Force Z, slagskeppet Lorraine och de lätta kryssarna Jean de Vienne och Marseillaise, som eskorterade fyra lastfartyg lastade med amerikanska flygplan till Casablanca i Franska Marocko. Tillsammans med de stora jagarna Vautour och Albatros mötte Maillé Brézé de tunga kryssarna Foch och Dupleix den 13 februari 1940 när de eskorterade ytterligare tre fraktfartyg lastade med amerikanska flygplan till Casablanca. Följande månad var Maillé Brézé kortvarigt en av eskorterna för Algérie och det franska slagskeppet Bretagne när de transporterade 2 379 guldtackor till Halifax i Kanada.

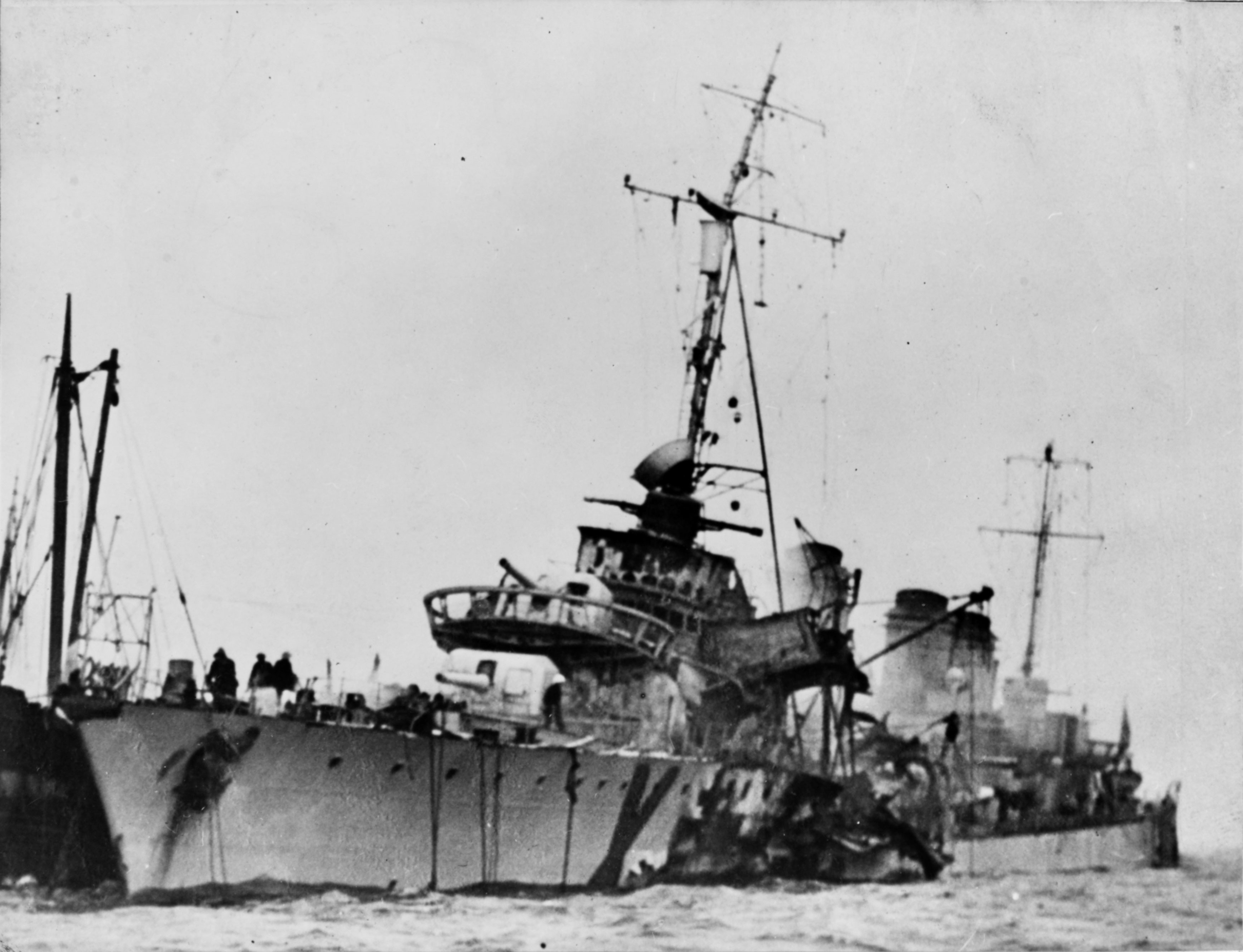
Maillé Brézé brinner och håller på att sjunka, 30 april 1940

Den 5 april tilldelades den 5:e spaningsdivisionen med Maillé Brézé, Tartu och Chevalier Paul Force Z i väntan på en allierad invasion av Norge; deras uppdrag var att eskortera konvojer mellan Skottland och Norge. Den tyska invasionen den 9 april föregrep de allierade och Tartu började inte sina eskortuppdrag förrän i mitten av april när hon skyddade konvoj FP-1 som transporterade bergsinfanteri (5e Demi-Brigade de Chasseurs alpins) för att delta i Namsos-kampanjen den 19 april; den tyska ubåten U-46 anföll utan framgång Maillé Brézé med en torped och blev utan framgång attackerad med sjunkbomber av henne.
Den 30 april 1940, kl. 14.15, när Maillé Brézé låg för ankar vid Tail of the Bank, Firth of Clyde utanför Greenock i Skottland, fick en torpedtub ett fel under underhåll och avfyrade en armerad torped på däcket som träffade akteränden av förskeppet. Detonationen satte eld på bränsletankarna och det främre magasinet, som dock inte exploderade. Klockan 15:15 övergav besättningen fartyget på grund av explosionsrisken, med undantag för ett stort antal sjömän som var instängda i mässen. Omkring kl. 16.30 återvände några sjömän till fartyget för att fylla det akterliga magasinet, och kl. 19.30 hade Greenocks brandmän fått kontroll över branden. Vid det laget låg Maillé Brézé så lågt i vattnet att hon började sjunka innan hon kunde bogseras, och hon gick under med dem som fortfarande var instängda i den förliga delen. I olyckan omkom 37 besättningsmän och 47 skadades. Även om fartyget befann sig långt från huvudfarleden när det sjönk, var transportministeriet 1953 oroat över instabil ammunition och läckage av det återstående bränslet och begärde att amiralitetet skulle bedöma möjligheten att bärga vraket. Efter att ha skurit bort större delen av överbyggnaden för att minska vikten på det sedimentfyllda fartyget lyftes skrovet för första gången natten mellan den 3 och 4 augusti 1954. Efter att ha grundat fartyget på en närliggande strand där 41 ton ammunition och 508 ton olja avlägsnades, restes fartyget igen och bogserades till Port Glasgow den 15 september där det skrotades.